# NGC 3979
NGC 3979 (другие обозначения — IC 2976, UGC 6907, MCG 0-31-3, ZWG 13.5, PGC 37488) — линзообразная галактика (S0) в созвездии Дева.
Объект причисляют к галактикам низкой поверхностной яркости, которые обычно являются карликовыми.
Этот объект входит в число перечисленных в оригинальной редакции «Нового общего каталога».